# Dasylobus
Dasylobus is een geslacht van hooiwagens uit de familie Phalangiidae (Echte hooiwagens).
De wetenschappelijke naam Dasylobus is voor het eerst geldig gepubliceerd door Simon in 1878. 

## Soorten
Dasylobus omvat de volgende 19 soorten:
- Dasylobus amseli
- Dasylobus arcadius
- Dasylobus argentatus
- Dasylobus beschkovi
- Dasylobus corsicus
- Dasylobus cyrenaicus
- Dasylobus egaenoides
- Dasylobus eremita
- Dasylobus ferrugineus
- Dasylobus fuscus
- Dasylobus gestroi
- Dasylobus graniferus
- Dasylobus insignitus
- Dasylobus insularis
- Dasylobus kulczynskii
- Dasylobus laevigatus
- Dasylobus nivicola
- Dasylobus rondaensis
- Dasylobus samniticus